# ARP 410 Airlines
ARP 410 Airlines (укр. Державне підприємство Завод 410 цивільної авіації «Авіакомпанія «ARP 410») авіакомпанія базувалась в Києві. Здійснювала пасажирські і вантажні перевезення по всій території України і в пункти призначення Європи, Південно-Східної Азії і Африки. Компанія була створена в травні 1999 року і її основною базою був аеропорт Бориспіль. Припинила свою діяльність в 2007 році.

## Флот

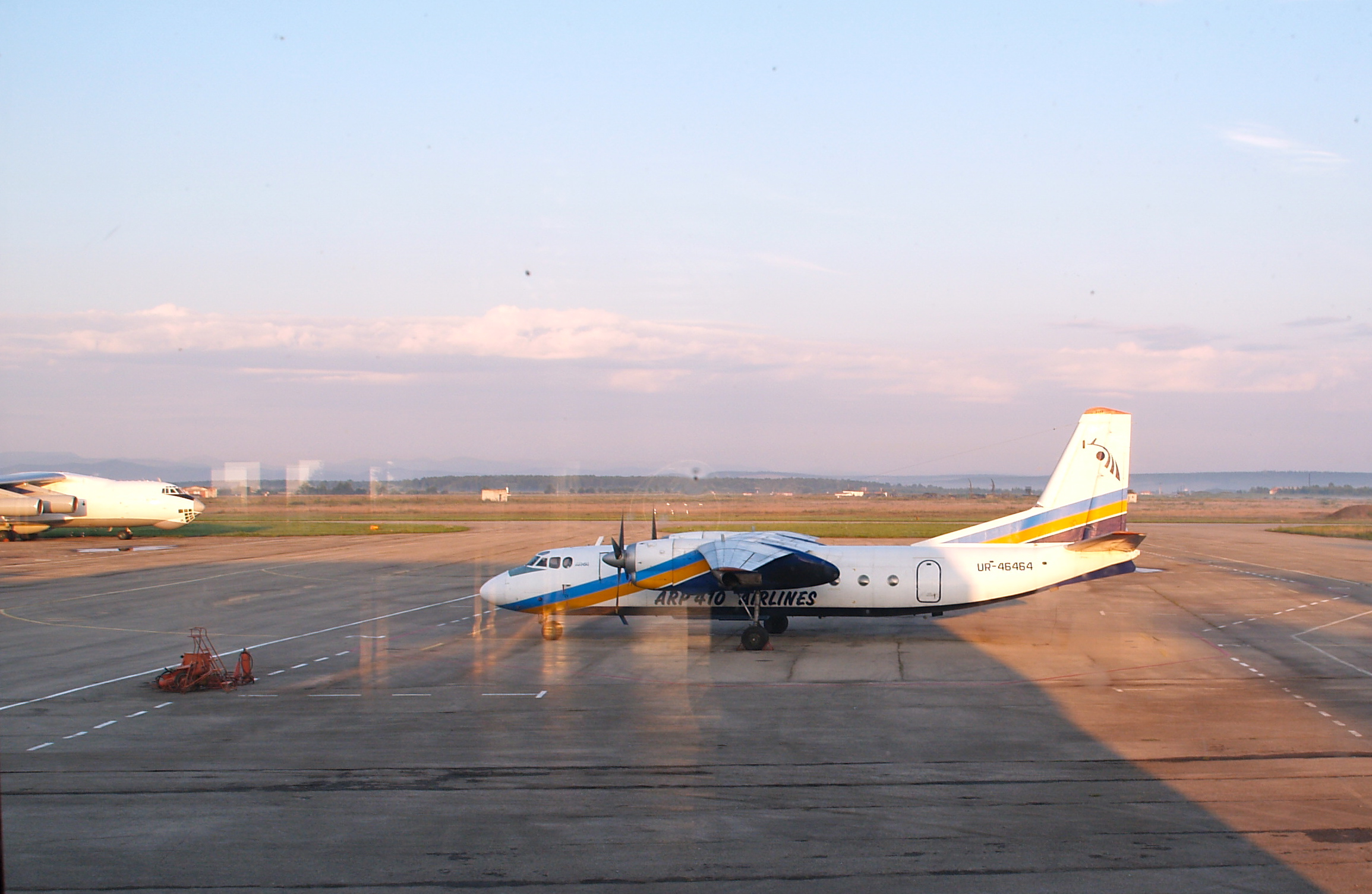
Літак компанії

Станом на березень 2007 року флот авіакомпанії налічував 16 літаків:
- 2 Ан-24Б
- 7 Ан-24РВ
- 1 Ан-26
- 4 Ан-26B
- 2 Ан-30

Станом на липень 2003 також мав 5 гелікоптерів Ка-26.